# Robert Carsen
Robert Carsen es un director canadiense de ópera nacido en Toronto en 1955 e hijo del filántropo Walter Carsen.
Estudió en el Old Vic Theatre y fue cinco años aprendiz en el Festival de Glyndebourne. 
Comenzó en el Grand Theatre de Ginebra en 1987. Se destacó como diseñador en el Ballet de Canadá y luego su puesta en escena de El anillo del nibelungo de Richard Wagner en Colonia, Siegfried de Wagner en el Gran Teatro del Liceo,de Barcelona Eugene Onegin en el Metropolitan Opera, Il Trovatore en Bregenz, Capriccio de Richard Strauss, Alcina de Handel y Rusalka en la Ópera de la Bastilla con Renée Fleming, La Traviata en La Fenice, Mefistofele en la Ópera de San Francisco y Der Rosenkavalier en el Festival de Salzburgo.
Dirigió siete óperas Puccini en Bélgica y la trilogía de William Shakespeare (Macbeth, Falstaff, Otello) en Alemania. 
Además, Sunset Boulevard, A Soldier’s Tale con Sting, Vanessa Redgrave y Ian McKellen. Diseñó el unipersonal Nomade de Ute Lemper.
En 1996 recibió el título de caballero de la Legión de Honor francesa.